# Terremoto della media valle dell'Adige del 1046
Il terremoto della media valle dell'Adige del 1046, chiamato anche terremoto della valle Tridentina, è stato un evento sismico verificatosi nel 1046 nella valle dell'Adige nei pressi di Rovereto (provincia di Trento).
Secondo gli studi più recenti, il sisma causò varie frane tra cui quella che bloccò il corso dell'Adige per dieci giorni ― nota come «ruina dantesca», citata nella Divina Commedia ― e quella localizzata alle marocche di Dro.

## Eventi sismici
Il sisma si verificò il 9 novembre 1046, ovvero il 5º giorno prima delle idi di novembre di quell'anno, fece registrare una magnitudo momento di 6,0 ed un'intensità stimata del IX grado della scala Mercalli; è inoltre l'unico terremoto noto per la valle dell'Adige a nord di Verona. L'epicentro viene localizzato nel territorio dell'attuale Trambileno, a poca distanza da Rovereto e circa 26 km a sud di Trento.
L'evento è documentato in tre annali benedettini custoditi in Germania, risalenti all'XI e al XII secolo: la fonte più completa è costituita dagli Annales Corbeienses dell'abbazia di Corvey dell'arcidiocesi di Paderborn, mentre gli Annales Sancti Emmerammi e gli Annales Ratisponenses (entrambi provenienti da Ratisbona) citano solo la data del sisma, pur retrocedendolo erroneamente all'anno 1045.
(Annales Corbeienses)

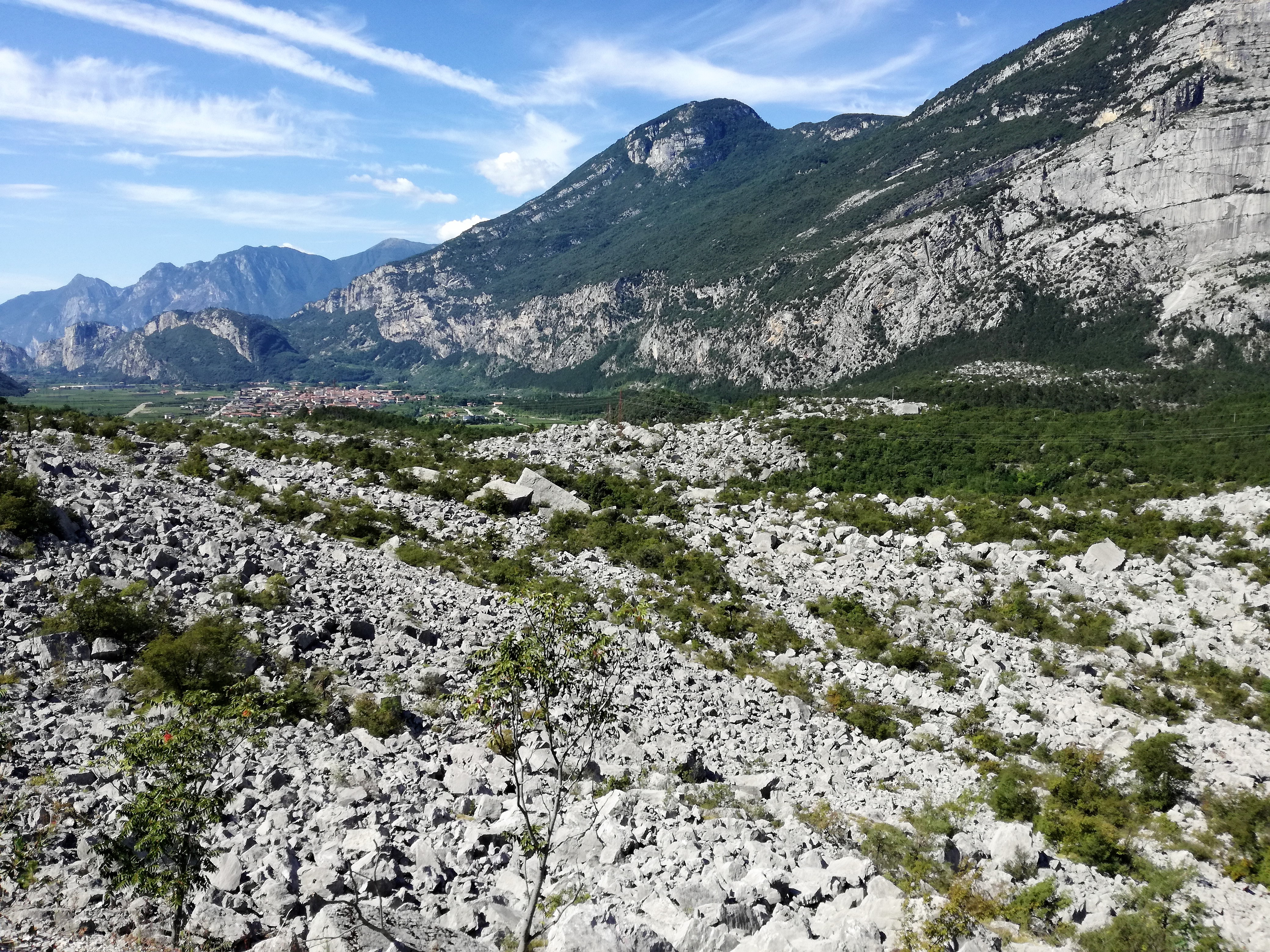
Le marocche di Dro.

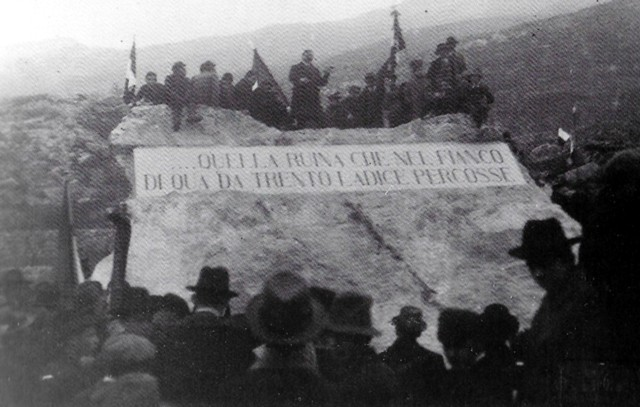
Inaugurazione della lapide alla «ruina dantesca» nel 1921.

Il sisma portò alla distruzione di trenta castelli, uccidendo in alcuni casi anche gli abitanti dei medesimi, posti sotto la giurisdizione del vescovo di Trento. Causò inoltre una grande frana che ostruì lo scorrere del fiume Tar per più di dieci giorni; inizialmente identificato con il fiume Isarco, secondo ulteriori studi il termine deriverebbe dalla parola tedesca Tal (valle), cosicché appare probabile che il compilatore del codice benedettino abbia voluto riferirsi semplicemente al «fiume della valle», cioè l'Adige.
Secondo studi recenti, condotti con il metodo dell'esposizione all'isotopo radioattivo cosmogenico 36Cl, il sisma del 1046 potrebbe aver causato una serie di grosse frane situate nelle vicinanze di Rovereto, fra cui la frana di Castel Pietra in comune di Calliano (radiodatata all'anno 1060 ± 270) e le altre frane di Kas alle marocche di Dro (radiodatata all'anno 1080 ± 160), di Prà da Lago e di Varini (Lavini di Marco). Quest'ultima imponente frana, tuttora ben visibile dalla Strada statale 12 dell'Abetone e del Brennero nei pressi della frazione di Marco (Rovereto), è nota come la «ruina dantesca», caduta a seguito di un terremoto o cedimento, citata nel Canto XII dell'Inferno di Dante Alighieri:
|   | Era lo loco ov’a scender la riva             |
|   | venimmo, alpestro e, per quel che v’er’anco, |
| 3 | tal, ch’ogne vista ne sarebbe schiva.        |
|   | Qual è quella ruina che nel fianco           |
|   | di qua da Trento l’Adice percosse,           |
| 6 | o per tremoto o per sostegno manco           |
|   | che da cima del monte, onde si mosse,        |
|   | al piano è sì la roccia discoscesa,          |
| 9 | ch’alcuna via darebbe a chi sù fosse         |